# Acacia hubbardiana
Acacia hubbardiana é uma espécie de leguminosa do gênero Acacia, pertencente à família Fabaceae.